# Їжаки сміються
Їжаки сміються - український рок-гурт, створений 2004 року в Херсоні. Гурт грає у стилі ска-панк-раста-фанк. Лідером та вокалістом гурту є Михайло Кучерук.

### Історія гурту

#### 2004-2011 роки
Одного херсонського дня 2004 року, четверо друзяк студентів вирішили: “Потрібно щось робити!”.
Хто б тоді з них міг подумати, що то виллється у ска-панк-раста-фанк двіж, повний чудес та гарного настрою, як для“Їжаків” так і публіки, кількість якої      збільшувалася з кожним концертом. Та це все буде згодом.
А поки у “четвертому” році, крім бажання грати музло, за плечима хлопців не було ніяких навичок грати командою. Взагалі то один лише Сашко Мірзе дещо розумівся як поводитись з гітарою, бо він вже ходив до музичної школи. Інші учасники були поки що обмежені лише бажанням грати та згодом, воно переросло у деяке вміння.
Спочатку репетиції відбувалися у квартирі на ХБК, тому першими слухачами і мабуть, шанувальниками “Їжаків”, були сусіди, які за певний час напевно вивчили весь репертуар гурту, ще до початку його концертної діяльності.
Коли стало зрозуміло, що коло слухачів слід розширювати, хлопці переїхали до актової зали медичного училища на вулиці Перекопській, де маючи змогу гриміти барабанами та стрясати повітря духовими, стали репетирувати ще більш потужно.
Дебют групи “Їжаки Сміються” відбувся у тій же актовій залі медучилища 23 січня 2004 року. Як було зіграно та що там взагалі відбувалося, відійшло до історії, яку музиканти того складу майже не пам’ятають, але факт залишається фактом - виступ відбувся, всі лишились задоволеними, а “Їжаки Сміються” під гаслом ска-панк-раста-фанк рушили далі.
Географія виступів групи розширилася від заходу до сходу та з півночі до півдня країни. Концертами гриміли “Їжаки Сміються” у рідному Херсоні, Києві, Харкові, Львові, Тернополі, Сімферополі, Одесі, Севастополі та багатьох інших містах.
Після веселого та качового творчого шляху, який тривав майже вісім років, гурт “Їжаки Сміються” за певних обставин та в повному складі відправився на творчій відпочинок.
За цей час гурт виступив:
- 29 квітня 2006, „XV Таврійські ігри”, хед-лайнер 1-го дня малої сцени;
- 10 червня 2006, Харків, лауреати фестивалю „Музичний острів”;
- 14-16 липня  2006, Дубно, фестиваль „Тарас Бульба”;
- 16 липня 2006, Київ, виступ на Майдані;
- 12 серпня 2006, Одеська обл., Затока, станція Лиманська, фест „У-рок II: фестиваль веселої музики”;
- 15 жовтня 2006, Тернопіль, фестиваль „Нівроку”;Їжаки Сміються складу 2004-2011р.

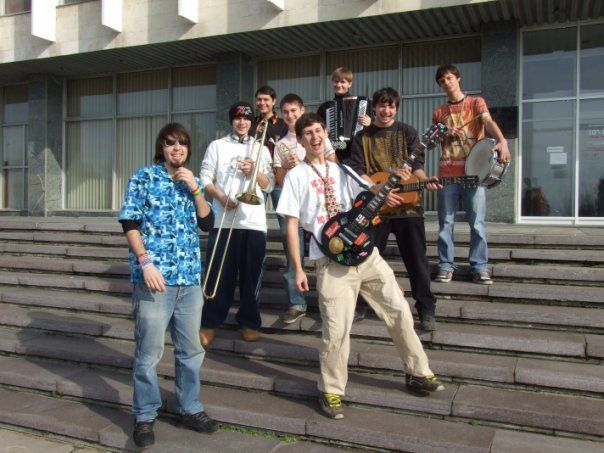
Їжаки Сміються складу 2004-2011р.

- 19 листопада 2006, Херсон, Херсонський обласний фінал фесту „Премьера” (1 місце та приз глядацьких симпатій);
- 3 грудня 2006, Херсон, Регіональний фінал фесту „Премьера”(2 місце та приз глядацьких симпатій);
- 31 березня 2007, Тернопіль, фест „Креатив”;
- 14-15 липня 2007, Севастополь, South punk fest (Plush fish, Смех, Берлин, Double Fault, Кожаный олень, SKA!RB, SKAЛЬПЕЛЬ, Бригадный подряд);
- 1 вересня 2007, Херсон, ВІДКРИВАЛИ перший міжнародний фестиваль „Крок у майбутнє” (SMOKIE, Юркеш, Кіра Кафт, Горгішеллі);
- 30 вересня 2007, Херсон, фестиваль „Ді-джус драйв” (APPOLO 440, Mad Heads XL, ТНМК, С.к.а.й., Stereoliza);
- 18 жовтня 2007, Київ, фестиваль „Ді-джус драйв” (CHEMICAL BROTHERS, APPOLO 440, Mad Heads XL, Тартак, ТНМК, С.к.а.й., Stereoliza, Друга ріка);
- 21 січня 2008, організували та провели разом з херсонським гуртом «Sho’es company» СКА-ПАНК ПАТІ НА ХАТІ №1 (Plush fish (Москва, j-punk), КПД (Красноперекопськ, нео-панк)
- 27 квітня 2008, організували та провели формацією «PUNK FM» (Sho’es company + Їжаки сміються) СКА-ПАНК ПАТІ НА ХАТІ №2 Кожаный олень (Сімферополь, ска-панк), Серцевий напад (Чернівці, поп-панк)
- 1 червня 2008, День захисту дітей, Молодіжний пляж, разом з Green Gray and RnB planet.
- 5 липня 2008, Благодійний концерт на фестивалі народної творчості „Купальські зорі”.
- 17 липня 2008, СКА-ПАНК ПАТІ НА ХАТІ №3 (свіже повітря) - Plush fish (Москва, j-punk), 4 в КПЗ (Тернопіль), ПАНК ФМ (ЇЖАКИ СМІЮТЬСЯ + SHO’es COMPANY), 6 корпус(Херсон).
- 7 липня 2009, організували концерт разом з французьким ска-панк/ска-кор гуртом P.O.BOX.
- 10-11 липня 2010, організували великий  2-денний пляжний фестиваль "НАХЕРСОН" (участь приймали 16 ска-панк/панк-рок команди зі всієї України, + гурти з РФ та Білорусії)
- 15-18 липня 2011, організували великий 3-денний пляжний фестиваль "НАХЕРСОН 2" (участь приймали ска-панк/панк-рок команди зі всієї України, + гурти з РФ та Білорусії).

#### Теперішній час

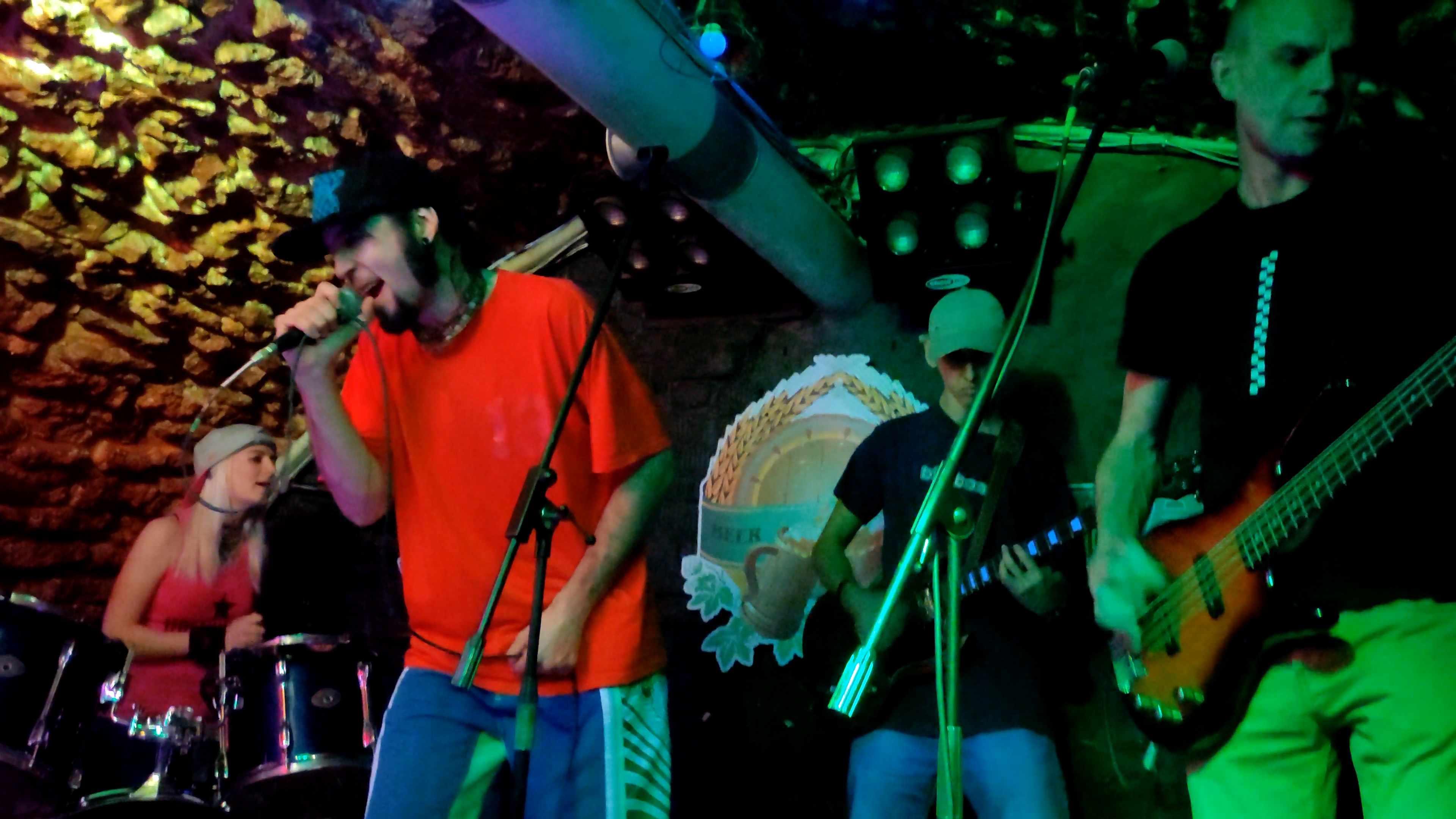
Їжаки Сміються, виступ в м.Херсон, "Beer Bar", 2021р.

Майже після 10-ти річної перерви, “Їжаки Сміються” відновлюють репетиції у 2021 році. Із учасників минулих років, у складі залишився тільки лідер та вокаліст гурту Михайло Кучерук, інші хлопці пішли своїми життєвими шляхами.
Наприкінці 2021 на початку 2022 років, гурт “Їжаки Сміються” дав декілька концертів, які було організовано його учасниками. У концертах брали участь гурти: “Їжаки Сміються”, “Криголам”, “Дофамін”.
Після повномасштабного військового вторгнення РФ 24 лютого 2022 року та майже піврічного знаходження в окупації в м.Херсон, весь склад гурту виїхав на підконтрольну Україні територію, а саме до м.Київ, де до них приєднався новий учасник - гітарист Ілля. В такому складі "Їжаки Сміються" беруть активну участь у заходах на підтримку ЗСУ.

### Відео
Гуртом у різні роки випущені кліпи на пісні: “Саме та”, “Криміналь”, “Шара”, “Скалка”, “Краще бути”.